# William Trelease
William Trelease (1857-1945) was een Amerikaanse botanicus en entomoloog.

## Opleiding
De basisschool volgde Trelease in Mount Vernon (New York). Zijn middelbareschoolopleiding genoot hij in Branford (Connecticut). Al vroeg was hij geïnteresseerd in natuurlijke historie en verzamelde hij planten, insecten en andere natuurlijke objecten. Aan het einde van zijn middelbareschoolopleiding was hij in dienst van het United States Department of Agriculture, waar hij zich bezighield met onderzoek naar plaaginsecten van katoenplanten.
In 1877 begon Trelease met een studie natuurlijke historie aan de Cornell University. In 1880 behaalde hij aan deze universiteit zijn Bachelor of Science. Hij was niet alleen student, maar had ook een aanstelling als assistent in de botanie en hij had korte tijd de leiding over laboratoriumonderzoek met betrekking tot botanie en entomologie. Gedurende zijn studententijd publiceerde hij al diverse artikelen.
In de herfst van 1880 ging Trelease aan de slag bij de Harvard University. Hier bestudeerde hij parasitaire schimmels onder William Gilson Farlow en systematische botanie onder Asa Gray.

## Aanstellingen
In 1881 werd Trelease benoemd tot docent in de botanie aan de University of Wisconsin. Hij was betrokken bij de ontwikkeling van lesmateriaal met betrekking tot landbouw, bosbouw, bacteriologie, economische entomologie en systematische botanie. In 1883 promoveerde hij tot hoogleraar en werd hij hoofd van de afdeling botanie.
In 1885 kreeg Trelease de positie van 'Engelmann Professor of Botany' aan de Washington University in Saint Louis (Missouri). Hij was hiertoe uitgenodigd door Henry Shaw, de oprichter van de Missouri Botanical Garden en de financier van de 'Henry Shaw School of Botany' (de afdeling botanie van de Washington University). Trelease werd hoofd van de 'Henry Shaw School of Botany'. Na de dood van Shaw in 1889 werd hij tevens benoemd tot directeur van de Missouri Botanical Garden. Hij verhuisde met zijn gezin naar Tower Grove House, het voormalige landhuis van Shaw op het terrein van de Missouri Botanical Garden. In 1889 werkte Trelease ook korte tijd met bacterioloog Robert Koch in Berlijn. Hetzelfde jaar opende hij een bacteriologisch laboratorium voor artsen in Saint Louis.
Onder het directeurschap van Trelease werd het woonhuis van Shaw in het centrum van Saint Louis afgebroken en weer opgebouwd in de Missouri Botanical Garden. Trelease liet de botanische tuin restaureren en liet een kleine villa bij de hoofdingang bouwen. Hij breidde de levende plantencollectie, het herbarium en de boekencollectie uit. Hij kocht aanliggend land aan om de oppervlakte van de botanische tuin uit te breiden. Ook gaf hij de opdracht voor het bouwen van een nieuwe broeikas. In 1912 stopte hij als directeur van de botanische tuin en als hoogleraar aan de Washington University. George T. Moore werd zijn opvolger als directeur van de Missouri Botanical Garden.
Hierna reisde Trelease door Europa, waar hij onderzoek verrichtte in diverse herbaria en bibliotheken. In 1913 keerde hij terug naar de Verenigde Staten, waar hij hoofd werd van de afdeling botanie van de University of Illinois. In 1926 ging hij met emeritaat. Na zijn emeritaat bleef hij botanisch onderzoek verrichten. Hij was de (mede)auteur van meer dan 2600 botanische namen.

## Lidmaatschappen van wetenschappelijke organisaties en eerbewijzen
Trelease was lid van diverse wetenschappelijke organisaties. In 1894 was hij de eerste voorzitter van de Botanical Society of America. In 1918 was hij andermaal voorzitter van deze organisatie. Daarnaast was hij onder meer lid van de American Association for the Advancement of Science, de American Academy of Arts and Sciences (gekozen als Associate Fellow in 1893) en de National Academy of Sciences (gekozen als lid in 1902). Hij was onder meer correspondent van de Academy of Natural Sciences in Philadelphia (Pennsylvania), de Société botanique de France, de Deutsche Botanische Gesellschaft, de National Geographic Society en de Koninklijke Belgische Botanische Vereniging.
Trelease kreeg gedurende zijn leven meerdere eerbewijzen. Hij kreeg eredoctoraten van de University of Wisconsin in 1902, de University of Missouri in 1903 en de Washington University in St. Louis in 1907. In 1933 besloot de National Geographic Board een naamloze berg in de omgeving van Georgetown (Colorado) in Clear Creek County naar hem Mount Trelease te noemen. In 1886 had hij er nog planten verzameld.